# حويجة شنان (الرقة)
حويجة شنان قرية سورية تتبع ناحية السبخة في منطقة مركز الرقة في محافظة الرقة. بلغ عدد سكانها 4358 نسمة في عام 2004 حسب إحصاء المكتب المركزي للإحصاء.